# 日野真一郎
日野真一郎（ひの　しんいちろう　Shinichiro Hino）クラシッククロスオーバーをコンセプトにしたヴォーカルグループ LE VELVETSのメンバー。テノール担当。愛称はしぃたん。

## 来歴
福岡県北九州市出身。武蔵野音楽大学声楽科卒業。同大学院 修士課程 修了。
オーディション（音大卒業、身長180センチ以上）で選抜され、LE VELVETSのメンバーとして2008年メジャーデビュー。
テノールでありながら、女性の音域を歌うハイトーンボイスが最大の特徴。更にはピアノ、ソプラノサックス、ダンスも得意とする。自ら多くのアレンジや作曲も手がけ、2020年10月には癒しと祈りをテーマにリリースしたアルバム「PRAYLIST」で自身の作詞作曲した楽曲を収録。
。

2014年ミュージカル「ファントム」 にてLE VELVETSのメンバー内で初めてミュージカルに出演。最近では、小田島雄志・翻訳戯曲賞を受賞した「グローリー・デイズ」の主人公ウィル役、「ダブル・トラブル」では、兄ジミー役(他5役)を演じきり、演技・歌唱だけでなく、タップやダンスでも観客を魅了した。
- 2014年、平成26年度（第47回）北九州市民文化奨励賞を受賞
- 2015年2月、北九州市観光大使委嘱

アルバム『PRAYLIST』2020年10月21日発売中　イープラスミュージック
2022年10月より『LE VELVETS CONCERT TOUR2022-Eternal-』開催

## 出演作品(ミュージカル)
- 2014年　「ファントム」　フィリップ・シャンドン伯爵役
- 2019年Super神話音楽劇　第2回東京公演 ドラマティック古事記  - 神々の戦いと旅立ちの物語 - スサノオ役、アメノコヤネ（祝詞の神）役
- 2018年「SMOKE」 超役
- 2019年「のべつまくなし」 スペシャルゲスト出演
- 2019年「SMOKE」 超役　海役　２役
- 2020年 スーパー神話ミュージカル「ドラマティック古事記2020〜神々の愛の物語」
- 2021年「GLORY DAYS」主人公ウィル役
- 2022年「ジョセフ・アンド・アメージング・テクニカラー・ドリームコート」にジュダ役
- 2022年「ダブル・トラブル」兄ジミー・マーティン(他5役：ジーナ・ジャンパー、プレストン・クリースト、ビックス・ミンキ―、クィックリー・モリス、レベッカ・レフリューデルマガニス
- 2023年 J-CULTURE FEST presents 井筒装束シリーズ 詩楽劇「沙羅の光」～源氏物語より～」
- 2024年 「SMOKE」海役

## イベント出演(ソロ)
- ソロコンサート「Memoria」〜記憶〜（2015年3月、7月）
- ソロコンサート「Memoria II」〜記憶〜（2015年11月）
- ソロコンサート「Memoria III」〜記憶〜（2016年7月）
- ソロコンサート「Memoria IV」〜記憶〜（2017年4月）
- 平方元基プレミアム・コンサート2017　ゲスト出演（2017年12月 )
- ソロコンサート「Memoria V」〜記憶〜（2018年4月）
- 西島数博×日野真一郎「SUPER FRIENDS THE NIGHT of SESSION－SONG&DANCE－」（2018年10月）
- ソロコンサート「Memoria VI」〜記憶〜（2019年9月）
- 西島数博×日野真一郎「SUPER FRIENDS THE NIGHT of SESSION ～SONG＆DANCE～」（2019年9月）
- 配信ソロコンサート「NUMBER SHOT!(なんばしよっと!)」(2020年8月)
- 「LOVE SONG COVERS the WORLD 2020〜世界に届け！ 愛の歌でエールを送ろう！〜」(2021年1月)
- J-CULTURE FEST presents 「千年のたまゆら 〜ソング＆ダンス 装束新春コレクション〜」(2021年1月)
- ソロコンサート「日野真一郎 ビルボードライブ」(2021年3月)
- 「GREATEST HITS from Musical Movies」(2021年5月)
- 配信コンサート「イープラスpresents STAND UP! CLASSIC PIANISM supported by SAISON CARD 」(2021年5月)
- Musical Variety 京都・巴里・東京「三都物語」～装束サマーフェスティバル〜(2021年7月)
- アストル・ピアソラ生誕100年記念「小松亮太五重奏 with 日野真一郎」(2021年12月)
- 「Music is Beautiful ～song＆danceで綴るラブストーリー～」(2022年1月)
- ミュージカル & 映画⾳楽 「ドリーム・キャラバン with シンフォニック・ジャズ・オーケストラ EAST & WEST」(2022年9月)
- 西島数博氏プロデュース JAPAN DANCE INNOVATION 「LOVE is ALL 2022-Special Gala- 」(2022年9月)
- 足立区制90周年記念「小松亮太タンゴ五重奏　with 日野真一郎(2022年12月)
- 「美しき神々の舞」 ～PASSION～(2023年2月)
- 「オロナミンC ドリンク PRESENTS 阿波踊りサウンドフェスティバル 2023」(2023年8月)
- 市政60周年記念・北九州市観光大使 日野真一郎ディナーショー(2023年8月)
- ミュージカル & 映画⾳楽 「ドリーム・キャラバン with シンフォニック・ジャズ・オーケストラ」東京公演（オペラシティ）(2023年11月)
- 「ハーモニーに乾杯2024 ～REIKO'S BIRTHDAY PARTY～」(2024年1月)
- ミュージカル & 映画⾳楽 「ドリーム・キャラバン with シンフォニック・ジャズ・オーケストラ」埼玉 岡山 (2024年1月)
- Song Show『Ivory』（2024年5月23日〜6月9日）
- 日野真一郎ディナーショー（2024年8月24日25日北九州 大阪）
- オロナミンCドリンク PRESENTS 阿波踊りサウンドフェスティバル2024徳島(2024年8月)
- ニッポンシャンソンフェスティバル2024  (東京国際フォーラムホールC) (2024年10月)
- 「Gift of Love Songs ～happy new year 2025 ～ 」(渋谷区文化総合大和田さくらホール)(2025年1月13日(月・祝))
- 第22回ポピュラー音楽の祭典「石井好子メモリアル音楽祭2025」(御殿場高原ホテル ２階さくらの間)(2025年3月15日(土))
- にっぽん丸「春の横浜ワンナイトクルーズ」(５月5日(月祝)横浜発~6日(火祝)横浜着)
- 「Precious Dream Night 2025」(5月7日(水) 渋谷区文化総合大和田さくらホール)
- 日野真一郎ディナーショー(6月1日(日)リーガロイヤルホテル小倉  6月22日(日)リーガロイヤルホテル大阪 ヴェニットコレクション)
- 日野真一郎 MEMORIA CONCERT(6月10日(火) TOKYO FMホール)